# Monprimblanc
Monprimblanc é uma comuna francesa na região administrativa da Nova Aquitânia, no departamento da Gironda. Estende-se por uma área de 4,94 km². Em 2010 a comuna tinha 298 habitantes (densidade: 60,3 hab./km²).